# Lấy mẫu công việc
Lấy mẫu công việc là kỹ thuật thống kê để xác định tỷ lệ thời gian dành cho công nhân trong các loại hoạt động được xác định khác nhau (ví dụ: thiết lập một máy, lắp ráp hai chi tiết, nhàn rỗi, v.v.). Nó cũng quan trọng như tất cả các kỹ thuật thống kê khác vì nó cho phép phân tích nhanh, nhận biết và nâng cao trách nhiệm công việc, nhiệm vụ, năng lực thực hiện và quy trình làm việc của tổ chức. Các tên khác được sử dụng cho nó là 'lấy mẫu hoạt động', 'lấy mẫu xảy ra' và 'nghiên cứu độ trễ tỷ lệ'.
Trong một nghiên cứu lấy mẫu công việc, một số lượng lớn các quan sát được thực hiện bởi các công nhân trong một khoảng thời gian dài. Để có độ chính xác thống kê, các quan sát phải được thực hiện tại các thời điểm ngẫu nhiên trong suốt thời gian nghiên cứu và khoảng thời gian phải đại diện cho các loại hoạt động được thực hiện bởi các đối tượng.
Một cách sử dụng quan trọng của kỹ thuật lấy mẫu công việc là xác định thời gian tiêu chuẩn cho một nhiệm vụ sản xuất thủ công. Các kỹ thuật tương tự để tính thời gian tiêu chuẩn là nghiên cứu thời gian, dữ liệu tiêu chuẩn và hệ thống thời gian chuyển động được xác định trước.

## Đặc điểm của nghiên cứu lấy mẫu công việc
Nghiên cứu lấy mẫu công việc có một số đặc điểm chung liên quan đến điều kiện làm việc:
- Một trong số đó là thời gian đủ để thực hiện nghiên cứu. Một nghiên cứu lấy mẫu công việc thường đòi hỏi một khoảng thời gian đáng kể để hoàn thành. Phải có đủ thời gian có sẵn (vài tuần trở lên) để tiến hành nghiên cứu.
- Một đặc điểm khác là nhiều công nhân. Lấy mẫu công việc thường được sử dụng để nghiên cứu các hoạt động của nhiều công nhân thay vì một công nhân.
- Đặc tính thứ ba là thời gian chu kỳ dài. Công việc được bảo hiểm trong nghiên cứu có thời gian chu kỳ tương đối dài.
- Điều kiện cuối cùng là các chu trình làm việc không lặp lại. Công việc không có tính lặp lại cao. Các công việc bao gồm các nhiệm vụ khác nhau chứ không phải là một nhiệm vụ lặp đi lặp lại. Tuy nhiên, phải phân loại các hoạt động công việc thành một số loại khác nhau.

## Các bước thực hiện nghiên cứu lấy mẫu công việc
Có một số bước được đề xuất khi bắt đầu chuẩn bị nghiên cứu lấy mẫu công việc:
1. Xác định các nhiệm vụ sản xuất mà thời gian tiêu chuẩn sẽ được xác định.
2. Xác định các yếu tố nhiệm vụ. Đây là các bước chia nhỏ được xác định của nhiệm vụ sẽ được quan sát trong quá trình nghiên cứu. Vì một công nhân sẽ được quan sát, các danh mục bổ sung cũng có thể sẽ được bao gồm, chẳng hạn như "nhàn rỗi", "chờ làm việc" và "vắng mặt".
3. Thiết kế nghiên cứu. Điều này bao gồm thiết kế các biểu mẫu sẽ được sử dụng để ghi lại các quan sát, xác định số lượng quan sát sẽ được yêu cầu, quyết định số ngày hoặc ca làm việc được đưa vào nghiên cứu, lên lịch các quan sát và cuối cùng là xác định số lượng người quan sát cần thiết.
4. Xác định các quan sát viên sẽ làm mẫu.
5. Bắt đầu nghiên cứu. Tất cả những người bị ảnh hưởng bởi nghiên cứu nên được thông báo về nó.
6. Thực hiện các chuyến thăm ngẫu nhiên đến nhà máy và thu thập các quan sát.
7. Sau khi hoàn thành nghiên cứu, phân tích và trình bày kết quả. Điều này được thực hiện bằng cách chuẩn bị một báo cáo tóm tắt và phân tích tất cả dữ liệu và đưa ra khuyến nghị khi được yêu cầu.

## Xác định số lượng quan sát cần thiết trong lấy mẫu công việc
Sau khi các yếu tố công việc được xác định, số lượng quan sát cho độ chính xác mong muốn ở mức độ tin cậy mong muốn phải được xác định. Công thức được sử dụng trong phương pháp này là:
{\displaystyle \sigma _{P}={\sqrt {\frac {pq}{n}}}}
{\displaystyle n={\frac {pq}{{\sigma _{P}}^{2}}}}
{\displaystyle \sigma _{P}=} sai số chuẩn của tỷ lệ
{\displaystyle p=} phần trăm thời gian nhàn rỗi
{\displaystyle q=} phần trăm thời gian làm việc
{\displaystyle n=} số lượng quan sát

## Ứng dụng bổ sung của lấy mẫu công việc
Lấy mẫu công việc ban đầu được phát triển để xác định phân bổ thời gian giữa các nhiệm vụ của công nhân trong môi trường sản xuất. Tuy nhiên, kỹ thuật này cũng đã được áp dụng rộng rãi hơn để kiểm tra công việc trong một số môi trường khác nhau, chẳng hạn như chăm sóc sức khỏe  và xây dựng. Gần đây, trong các lĩnh vực học thuật về tâm lý tổ chức và hành vi tổ chức, kỹ thuật cơ bản đã được phát triển thành một phương pháp phân tích công việc chi tiết để kiểm tra một loạt các câu hỏi nghiên cứu khác nhau.